# Regula Limited
Regula Limited ist eine Tochterfirma der Deutschen Bank, in einer Steueroase – nach einigen Quellen auf der Kanalinsel Guernsey, nach anderen Quellen in Road Town, Britische Jungferninseln.
Sie wurde im Rahmen des Offshore-Leaks bekannt. Die Regula Limited wurde (nach Recherchen von Süddeutsche Zeitung und NDR) bei mehreren Briefkastenfirmen als Direktorin eingesetzt, nach Ansicht von Experten, um damit „der Verschleierung von Geldströmen Vorschub zu leisten und mögliche Straftaten zu begünstigen.“